# Eburodacrys notula
Eburodacrys notula là một loài bọ cánh cứng trong họ Cerambycidae.